# Dariusz Nowak (policjant)
Dariusz Nowak (ur. 1962) – polski urzędnik samorządowy i funkcjonariusz Policji, w latach 90. XX wieku rzecznik prasowy Komendanta Głównego Policji.

## Życiorys
Ukończył w Krakowie technikum o profilu metalurg, o specjalizacji przeróbka plastyczna stali za namową ojca – jak sam wspomina ze względu na bliskość zamieszkania niedaleko Huty im. Lenina w Krakowie-Nowej Hucie, co miało zapewnić, w ocenie ojca, również pewną pracę w przyszłości. Jest absolwentem Akademii Pedagogicznej w Krakowie na kierunku nauki społeczne. Pracę rozpoczął w 1987 roku jeszcze w Milicji Obywatelskiej w wydziale dochodzeniowo-śledczym. Następnie w Policji pracował między innymi jako naczelnik Wydziału Dochodzeniowo-Śledczego w komendzie na terenie krakowskiej Nowej Huty. Dwukrotnie, w latach 1998 i 2004, był rzecznikiem prasowym Komendanta Głównego Policji, m.in. za czasów urzędowania Marka Papały, a następnie przez 17 lat – do jesieni 2013 – piastował stanowisko rzecznika prasowego Małopolskiego Komendanta Wojewódzkiego Policji.
W latach 1997, 1999, 2002 i 2006 był organizatorem obsługi medialnej z zakresu bezpieczeństwa na obszar województwa małopolskiego podczas pielgrzymek papieży Jana Pawła II oraz Benedykta XVI.
W czasie Mistrzostw Europy w Piłce Nożnej w 2012 roku był kierownikiem zespołu prasowego małopolskiej policji.
W 2014 roku, po przejściu na emeryturę policyjną, został rzecznikiem prasowym i głównym specjalistą ds. public relations w krakowskiej Delegaturze Najwyższej Izby Kontroli. Od września do listopada 2017 pełnił funkcję doradcy prezydenta Krakowa do spraw bezpieczeństwa i monitoringu wizyjnego. W grudniu 2017 został kierownikiem w Biurze Prasowym Urzędu Miasta Krakowa.
Był konsultantem programu telewizyjnego W-11, gdzie kilkakrotnie zagrał samego siebie jako rzecznika policji. Posiada czarny pas karate. W przeszłości był kandydatem do tytułu Mistrza Mowy Polskiej.
Wystąpił jako specjalista od przesłuchań w 9. odcinku programu telewizyjnego Agent, realizowanego przez TVN.
We wrześniu 2021 roku założył, wspólnie z dziennikarzem i reżyserem Mateuszem Kudłą, kanał YouTube pt. Kryminalny Patrol, na którym co tydzień prezentuje najciekawsze sprawy kryminalne prowadzone przez polskich i zagranicznych śledczych.
Jest odznaczony Srebrnym Krzyżem Zasługi, Złotą Odznaką Zasłużonego Policjanta, Srebrnym Medalem za Długoletnią Służbę oraz Złotym Medalem za Zasługi dla Ligi Obrony Kraju.